# Scotura nigrata
Scotura nigrata är en fjärilsart som beskrevs av W. Warren 1906. Scotura nigrata ingår i släktet Scotura och familjen tandspinnare. Inga underarter finns listade.